# Gråharun (vid Älgö, Raseborg)
Gråharun är en ö i Finland. Den ligger i Finska viken och i kommunen Raseborg i landskapet Nyland, i den södra delen av landet. Ön ligger omkring 95 kilometer väster om Helsingfors.
Öns area är 1,1 hektar och dess största längd är 170 meter i öst-västlig riktning. Närmaste större samhälle är Ekenäs, 15,4 km norr om Gråharun.